# بلازا فيخا (هافانا)
بلازا فيخا أو الساحة القديمة (بالإسبانية: Plaza Vieja)‏، هي ساحة وميدان يقع وسط بلدية هافانا القديمة في كوبا. يبلغ عدد سكان الساحة والمناطق المُحيطة بها المُشكلة لبلدية هافانا القديمة حوالي 17.426 نسمة. كانت الساحة سابقا تُسمى بلازا نويفا أو الساحة الجديدة (بالإسبانية: Plaza Nueva)‏، وقد كانت في العهد الاستعماري حيًا سكنيًا تسكنه طبقة الكريولو البلوتوقراطيين،كما شهدت الساحة على العديد من عمليات الإعدام والمواكب وعروض مصارعة الثيران والاحتفالات.

## تاريخ

### التاريخ المبكر

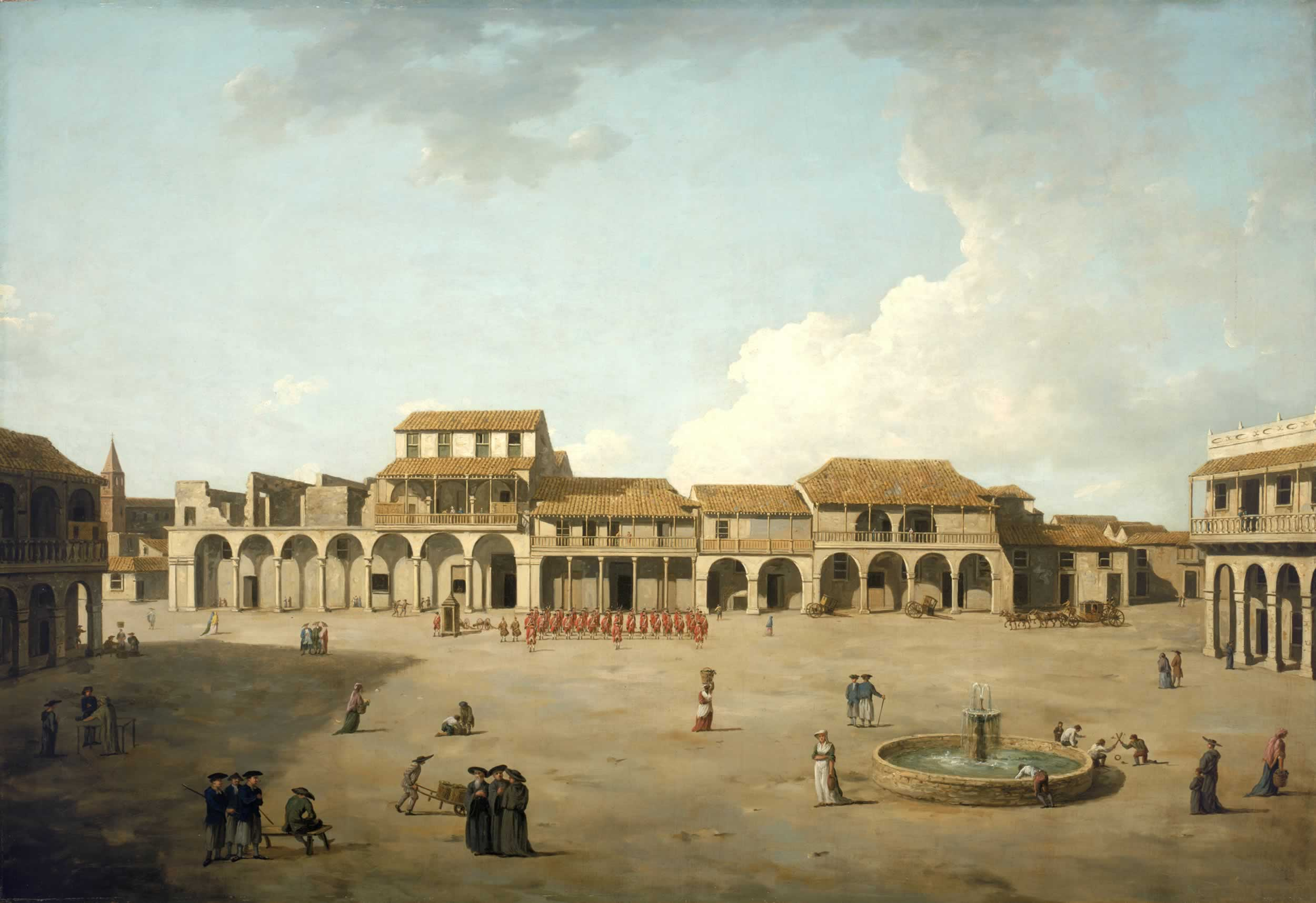
لوحة فنية تُجسد ساحة بلازا فيخا أثناء الاحتلال البريطاني سنة 1762 رسمها الفنان الفرنسي دومينيك سيريس.

شُيدت الساحة سنة 1559، وقد كانت تُسمى سابقا بلازا نويفا أو الساحة الجديدة. بُنيت ساحة بلازا فيخا لتكون بديلا شعبيا ومدنيا عن ميدان القوات المسلحة [الإنجليزية]، المركز الرئيسي للجيش والحكومة.
في القرن الثامن عشر، تحولت الساحة إلى سوق شعبي، وسُميت حينها بلازا ديل ميركادو (بالإسبانية: Plaza del Mercado)‏ أو ساحة السوق، وقد شكلت حينها المركز التجاري لهافانا. في عام 1814، ومع إنشاء ميركادو نويفو أو السوق الجديد في بلازا ديل سانتو كريستو (بالإسبانية: Plaza del Santo Cristo)‏، أُرجعت التسمية القديمة لساحة بلازا فيخا. تتواجد في المناطق المُحيطة بالساحة عدة مبان تاريخية يرجع تاريخ بنائها للقرن السابع عشر والثامن عشر والتاسع عشر وبعضها يرجع لأوائل القرن العشرين.
في سنة 1851، أُعدم أعضاء حملة نارسيسو لوبيز [الإنجليزية] في الساحة.

### القرن العشرون
هُدمت نافورة رخام كارارا الأصلية والتي كانت مُحاطة بأربعة دلافين في ثلاثينيات القرن الماضي عندما قام الرئيس جيراردو ماتشادو (1871-1939) ببناء موقف للسيارات تحت الأرض محلها.
منذ أوائل الثمانينيات، وبمجرد إعلان منطقة هافانا القديمة موقعا للتراث العالمي من قبل اليونسكو، بدأ فريق مُكون من مُهندسين معماريين مشروعا لترميم معالم الساحة.